# Mojo
Mojoは開発中のプロプライエタリ プログラミング言語である。
MojoはJupyter notebooksを介したブラウザ上 またはLinuxのローカル環境、そしてmacOS上で利用可能。
Pythonとの互換性や、SIMDを用いた組み込み関数、MLIRによるハードウェア間での高い互換性等を特徴にもつ。

## 開発
Mojo SDKにより、MojoのプログラマーはMojoソースファイルをコマンドラインからローカルにコンパイルして実行できるようになり、これは現在UbuntuとmacOSをサポートしている。また、Visual Studio Code用のMojo拡張機能も存在し、コード補完とツールチップを提供している。